# Ligne de Tallinn à Paldiski
La ligne de Tallinn à Paldiski (estonien : Tallinna–Paldiski raudteeliin est une voie ferrée du réseau de chemin de fer estonien qui va de Tallinn à Paldiski.

## Caractéristiques

Quelques gares de la ligne
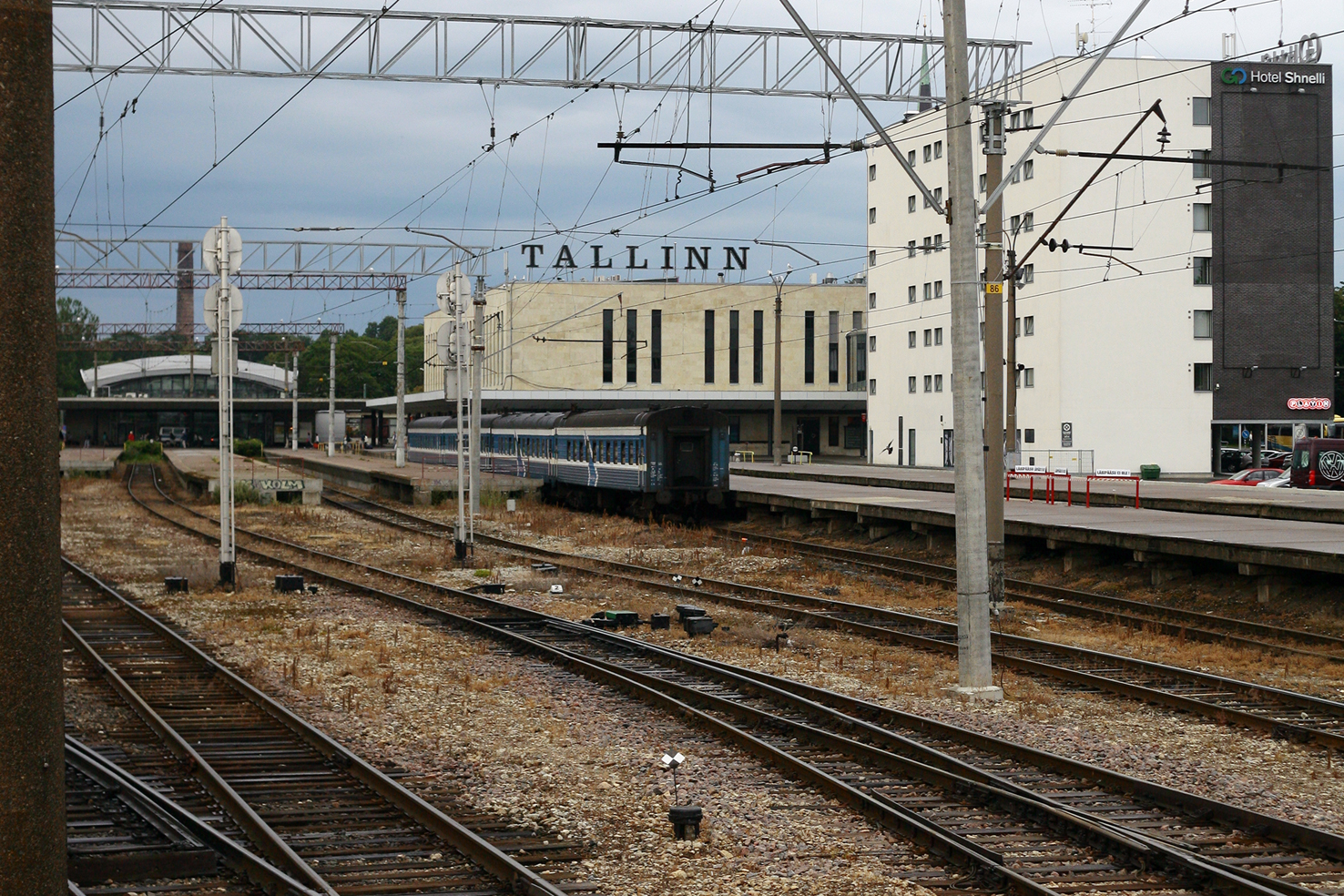
Tallinn-Baltique
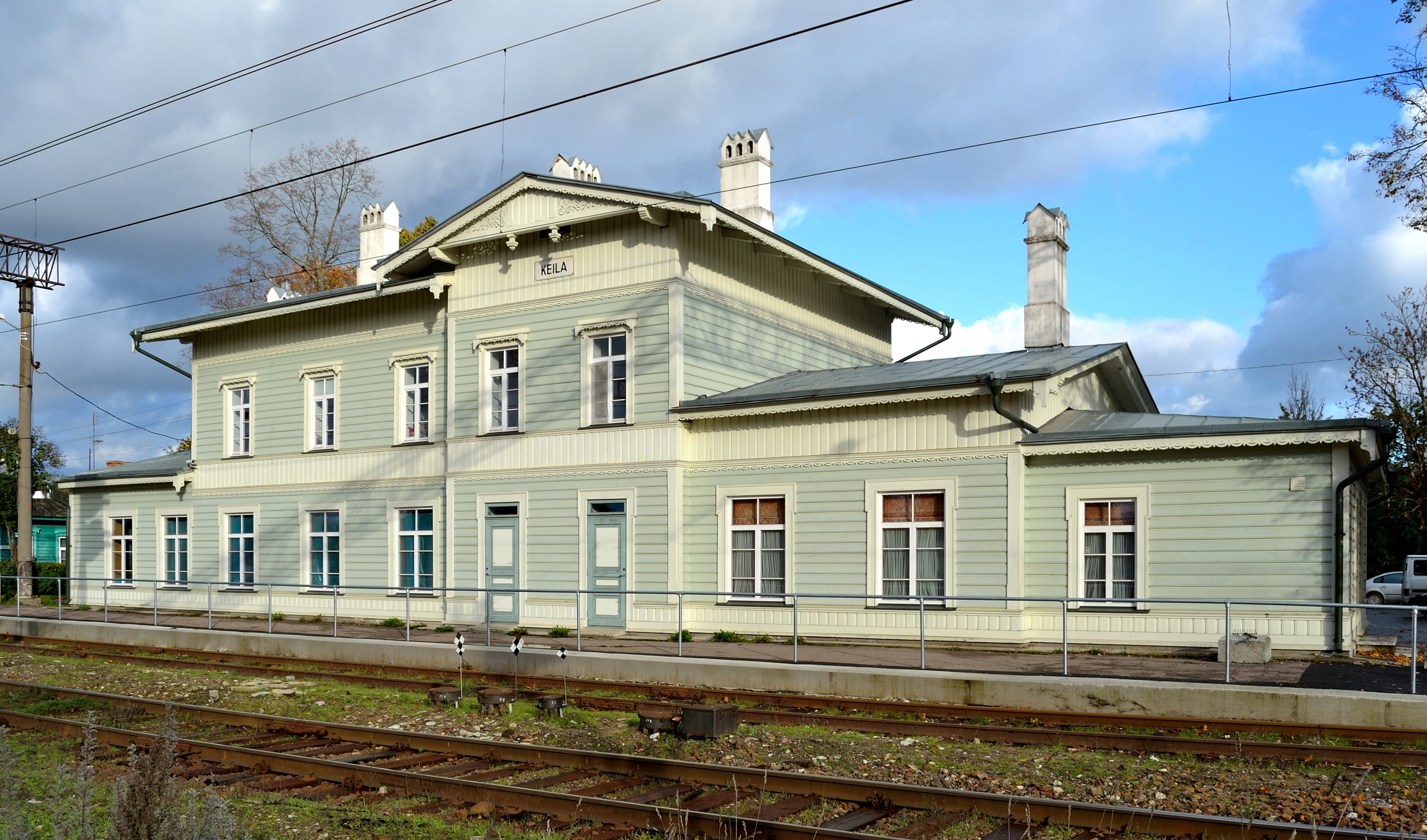
Keila
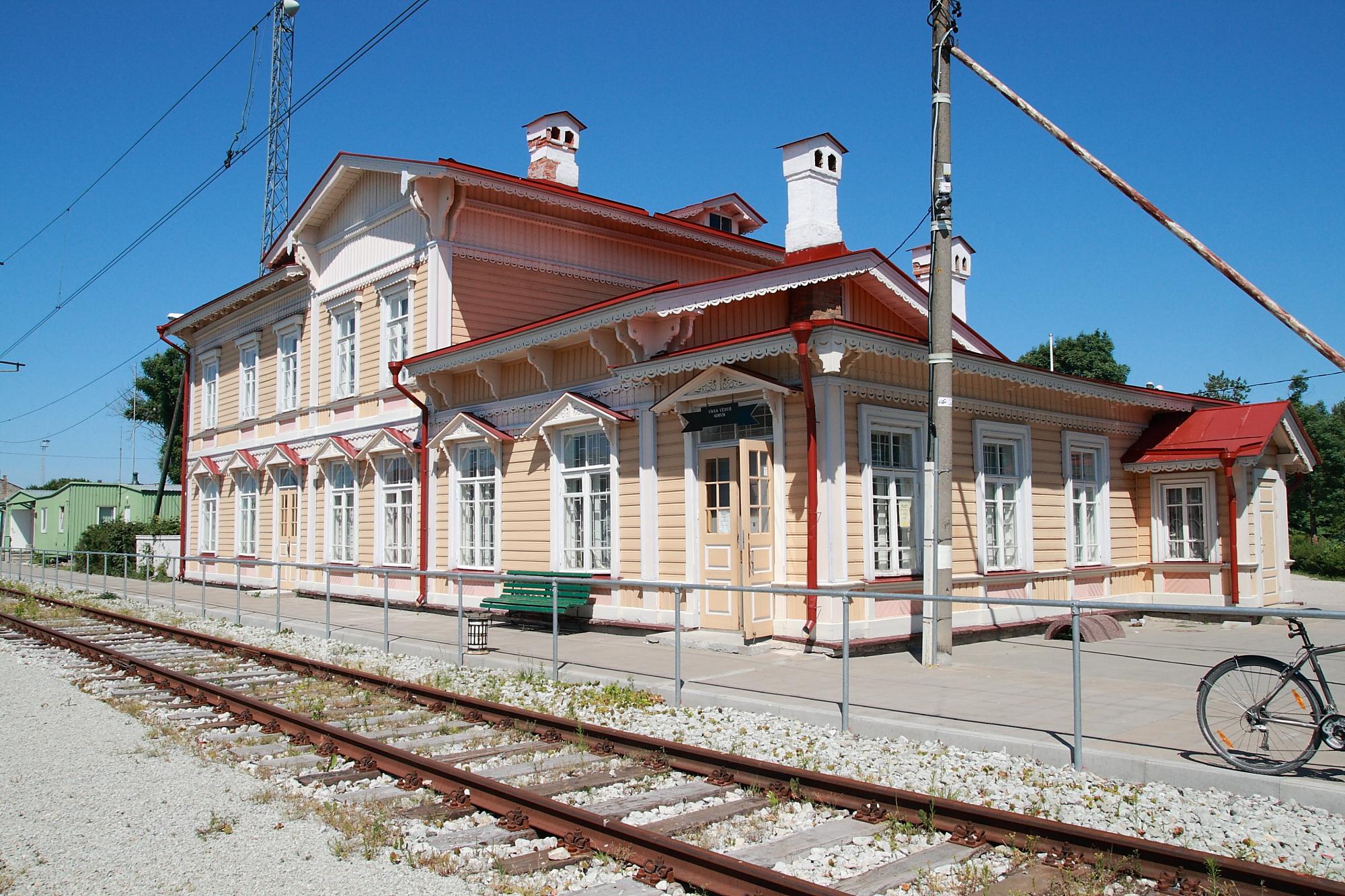
Paldiski